# Piprites
Piprites Cabanis, 1847 è un genere di uccelli passeriformi della famiglia Tyrannidae.

## Tassonomia
L'inquadramento tassonomico del genere Piprites è sempre stato incerto: in passato veniva inquadrato nella famiglia Pipridae, ma tale attribuzione è stata successivamente messa in dubbio ed il genere è stato a lungo classificato come incertae sedis.
Il Congresso Ornitologico Internazionale (settembre 2013) attribuisce il genere alla famiglia Tyrannidae e riconosce come valide le seguenti specie:
- Piprites griseiceps Salvin, 1865 - manachino testagrigia
- Piprites chloris (Temminck, 1822) - manachino verde alifasciate
- Piprites pileata (Temminck, 1822) - manachino capinero